# Bélapátfalva
Bélapátfalva ist eine ungarische Stadt im Komitat Heves. Bélapátfalva ist Verwaltungssitz des gleichnamigen Kreises.

## Geographie

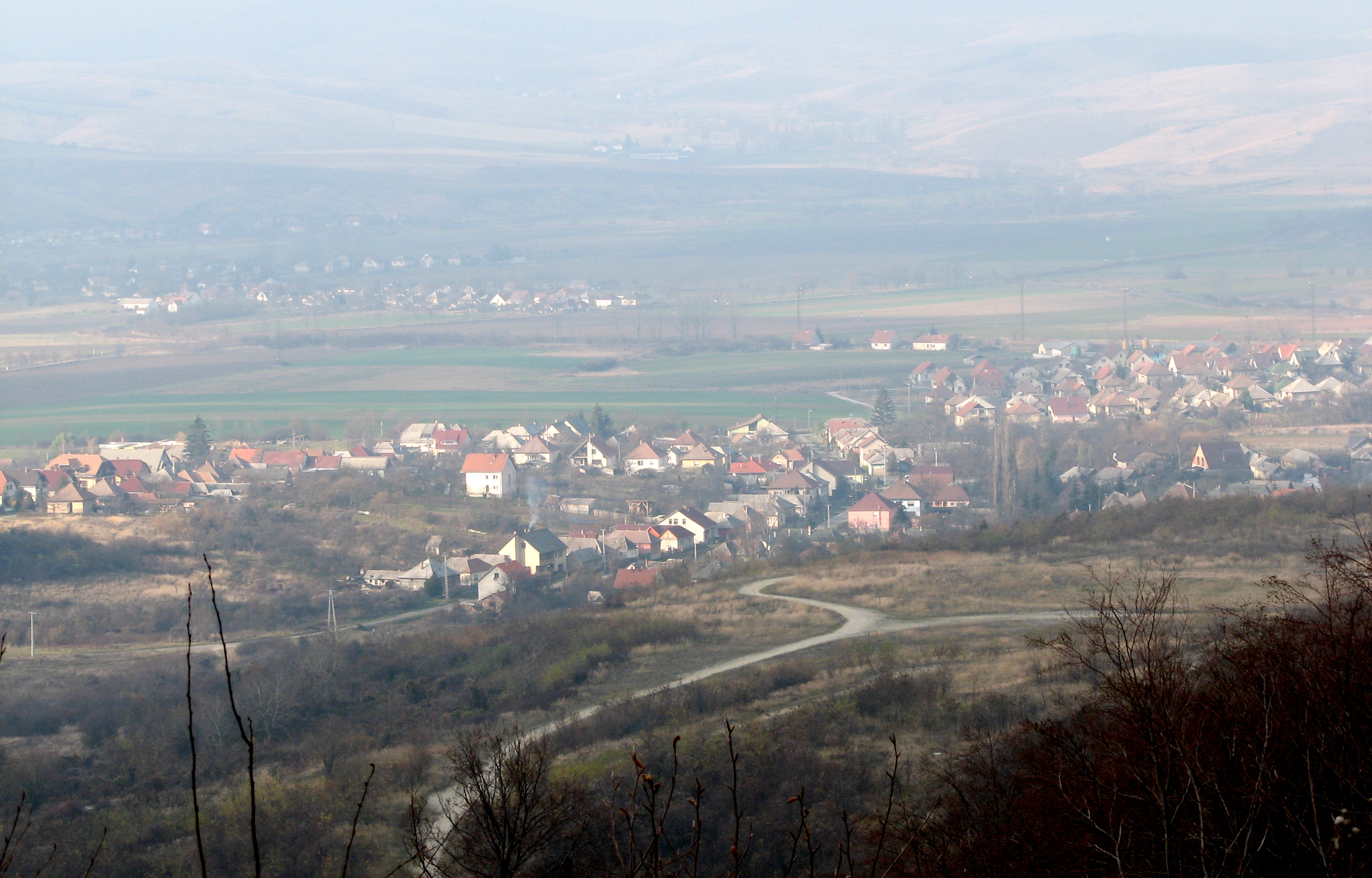
Blick auf Bélapátfalva vom Bél-kő

Bélapatfalva liegt in Nordungarn, etwa 20 Kilometer nördlich der Stadt Eger am Rande des Bükk-Gebirges. Während der Ortskern auf 311 Metern liegt, wird die Umgebung vom 815 m hohen Bél-kő geprägt, an dessen Flanken sich zum Ort hin ein ehemaliger Kalksteinbruch befindet. Ein Großteil des 36,63 km² umfassenden Gemeindegebiets ist bewaldet und Teil des Bükk-Nationalparks.

## Geschichte
Bélapátfalva wurde seit dem 13. Jahrhundert schriftlich unter den Namen Bel, Beel und Beyle erwähnt. Seit 1415 trug der Ort den Namen Apátfalva. Im Jahr 1905 wechselte der Name von Apátfalva zum heutigen Bélapátfalva.
Um das Jahr 1815 entstand im Ort eine Papiermühle, die allerdings nach wenigen Jahren aufgegeben wurde. Bald darauf begann in Apátfalva die Keramikproduktion, die bis 1927 bestand und dem Ort überregionale Bekanntheit verlieh.
Im Jahr 1913 gab es in der damaligen Großgemeinde 332 Häuser und 1852 Einwohner auf einer Fläche von 6216 Katastraljochen. Sie gehörte zu dieser Zeit zum Bezirk Sajószentpéter im Komitat Borsod.
Im 20. Jahrhundert war die Zementindustrie der bedeutendste Wirtschaftszweig des Ortes. Dort errichtete 1910 die braunschweigische Amme, Giesecke & Konegen-A.-G eine Portlandzementfabrik, die zwischen den beiden Weltkriegen ein Viertel der ungarischen Zementproduktion ausmachte. 1980 wurde eine neue Fabrik erbaut, die weiterhin ein bedeutender Arbeitgeber für die Bewohner Bélapátfalvas und der umliegenden Dörfer war. Die Produktion wurde 2001 eingestellt.
Seit 2004 trägt Bélapátfalva das Stadtrecht.

## Städtepartnerschaften
- Jasov, Slowakei
- Sângeorgiu de Pădure, Rumänien, seit 2006

## Sehenswürdigkeiten
- Kloster Bélapátfalva (Zisterzienserabtei)
- Römisch-katholische Kirche Szent István király, erbaut 1816
- Römisch-katholische Kapelle Szent Anna asszony, erbaut 1750 im barocken Stil, südlich der Stadt am Gilitka-Bach gelegen
- Marienstatue aus dem Jahr 1830
- 1919er-Denkmal, in Erinnerung an die ungarische Räterepublik, erschaffen 1963 von István Kamotsay
- Sándor-Petőfi-Büste, in der gleichnamigen Schule, erschaffen von Béla Bajnok

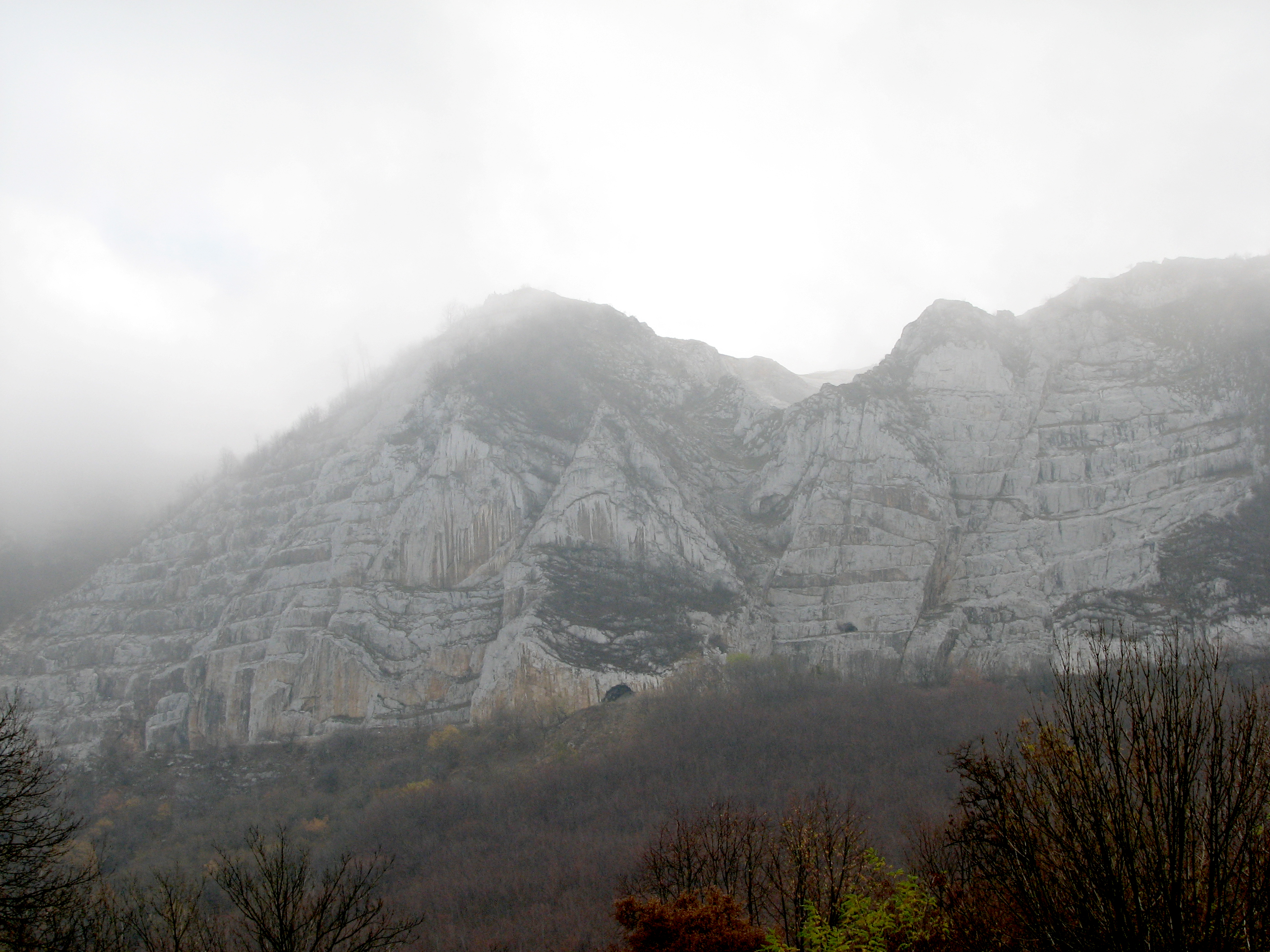
Bél-kő im Nebel
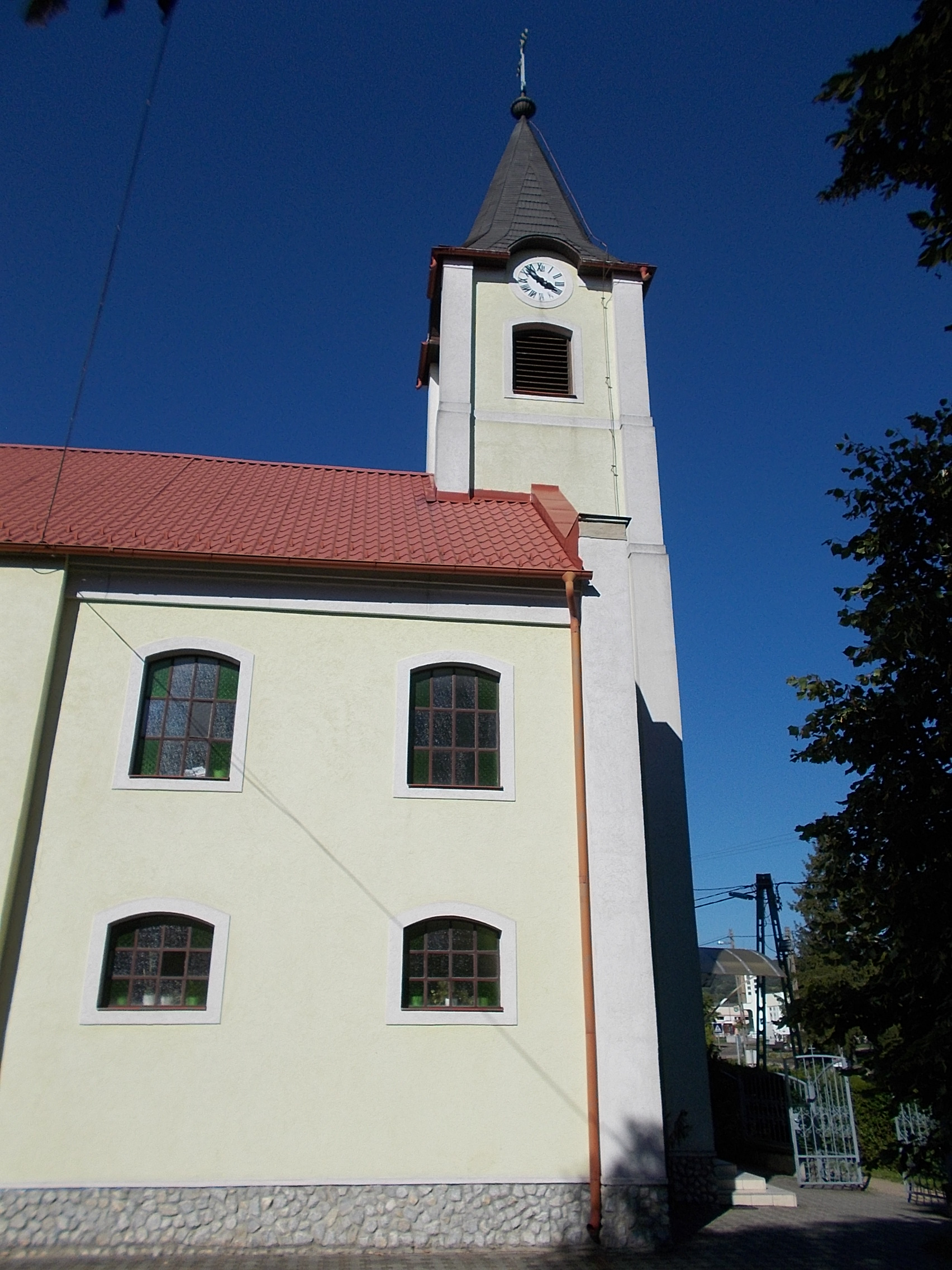
Römisch-katholische Kirche Szent István király
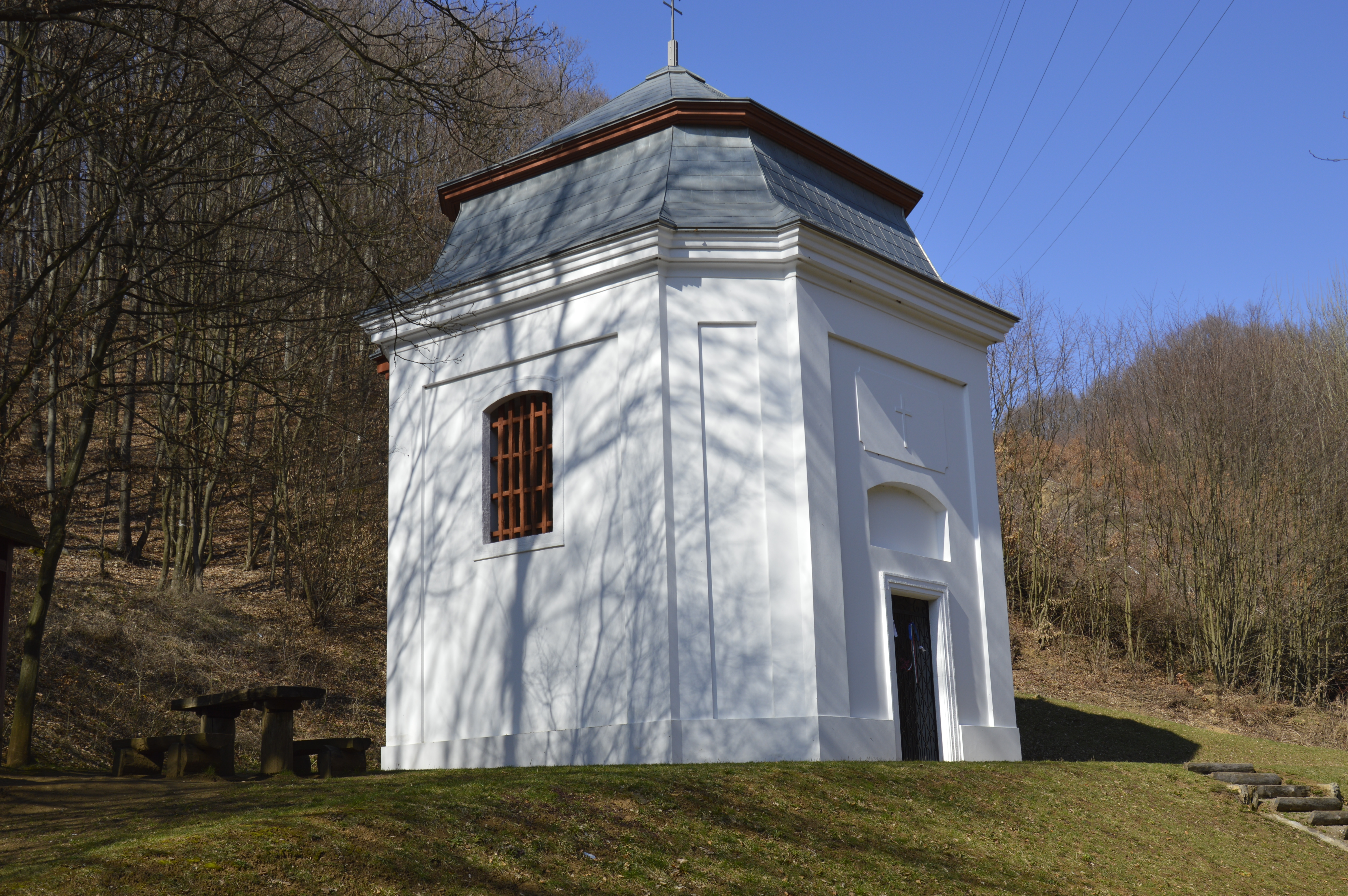
Kapelle Szent Anna asszony
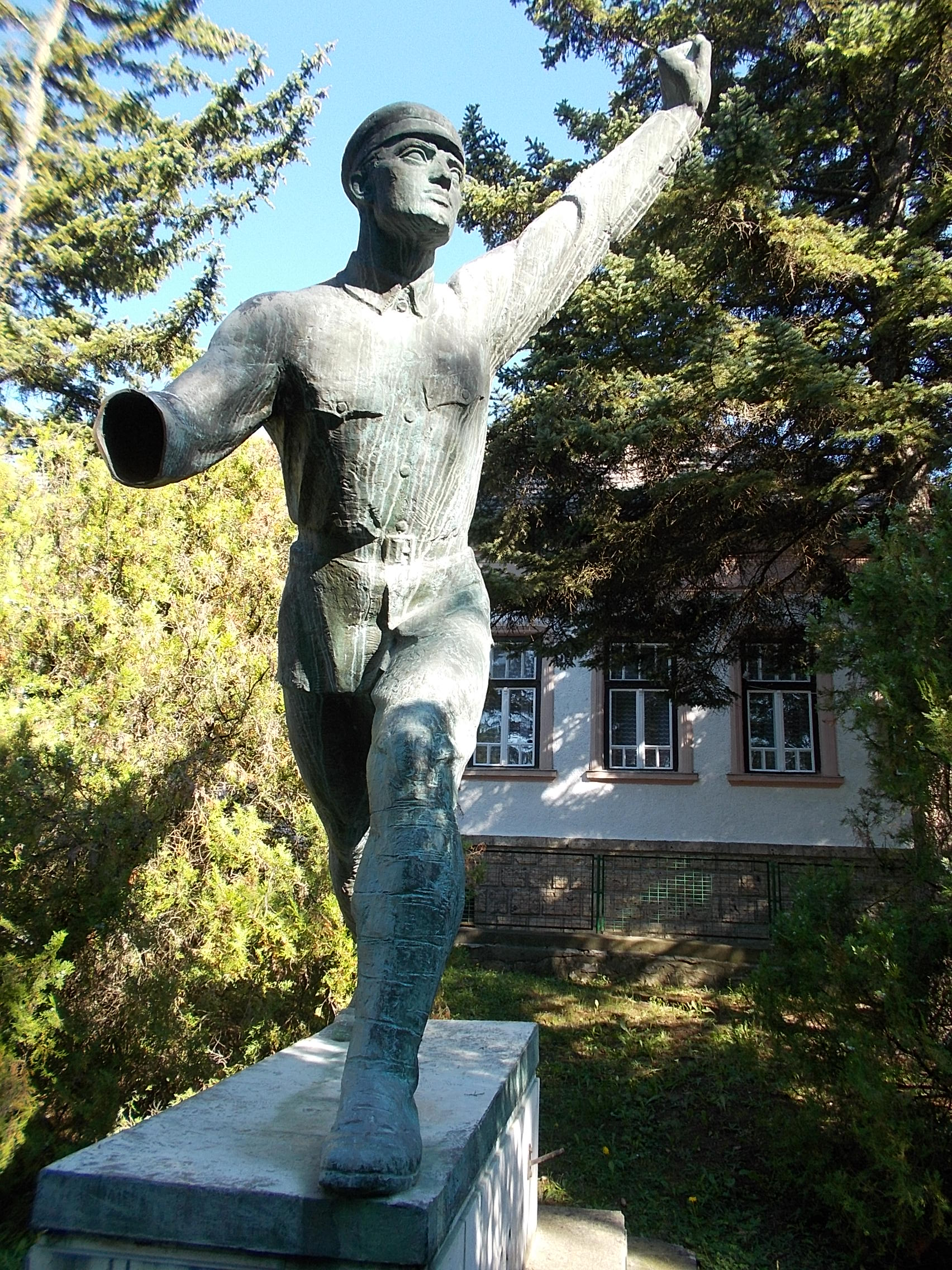
1919er-Denkmal
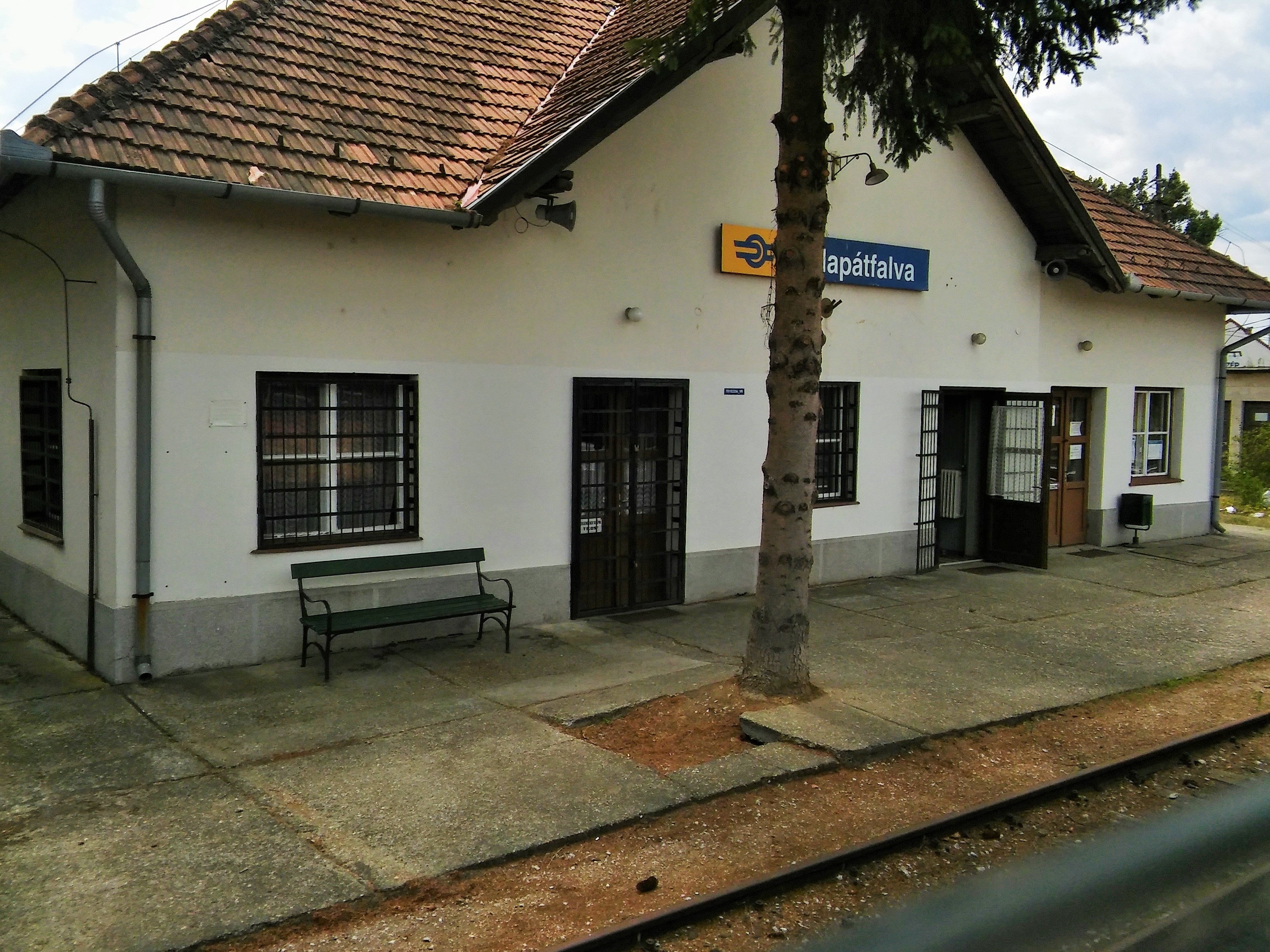
Bahnhof Bélapátfalva

## Verkehr
Durch Bélapátfalva verläuft die Landstraße Nr. 2506. Die Stadt ist angebunden an die Bahnstrecke Eger–Putnok, auf der Personenzüge von Eger nach Szilvásvárad verkehren. Weiterhin bestehen Busverbindungen über Mikófalva und  Bükkszentmárton nach Balaton, über Szarvaskő nach Eger sowie über Szilvasvárad, Nagyvisnyó, Dédestapolcsány und Bánhorváti nach Kazincbarcika.